# 吴银泉
吴银泉（1920年9月22日—2018年9月27日），印度尼西亚华裔社会学家和政治家。

## 生平
1920年9月22日出生于玛琅。从1945年起，他积极参与印度尼西亚独立运动。他曾是中华青年队（Angkatan Muda Tionghoa）的领袖。他也是印度尼西亚社会党的党员（1946年至1947年）。他于1964年完成了政治学博士的全部课程。吴银泉因政治和社会活动于1965年11月被军方拘留。在他的朋友阿米尔·马赫穆德将军的帮助下，于1966年4月被释放。同年迁居荷兰，成为阿姆斯特丹大学高级讲师。他撰写了各种文章，阐述了印度尼西亚国籍协商会对印度尼西亚历史的贡献。在荷兰期间，他积极开展各种活动，揭露苏哈托领导的国家罪行。在2018年9月27日于荷兰阿姆斯特尔芬的住所去世。